# 亘理厚
亘理 厚（わたり あつし、1917年5月13日 - 1983年1月24日）は、日本の機械工学者。東京大学名誉教授。自動車の振動・騒音研究の祖である。

## 略歴
- 1941年3月 - 東京帝国大学工学部航空学科卒業
- 1941年4月 - 中島飛行機株式会社入社（即日休職）
- 1941年4月 - 陸軍航空技術学校入校
  - 1941年8月 - 陸軍航空技術研究所付
- 1944年1月 - 東京帝国大学助教授兼任
  - 1946年12月 - 東京帝国大学助教授（第二工学部）
- 1952年4月 - 工学博士（東京大学）
- 1956年4月 - 東京大学教授（生産技術研究所）
- 1960年11月 - ばね技術研究会会長
- 1973年5月 - 環境庁中央公害対策審議会委員
- 1975年10月 - 自動車技術会副会長
- 1976年4月 - 日本機械学会会長
- 1976年5月 - 国際自動車技術会連合(FISITA)理事
- 1976年10月 - 運輸省運輸技術審議会委員
- 1978年4月 - 東京大学停年退職
- 1978年4月 - 日本自動車研究所所長
- 1978年5月 - 東京大学名誉教授

## 受賞・叙勲
- 1953年5月 - 日本繊維機械学会賞
- 1968年5月 - 第12回国際自動車技術会議論文賞
- 1970年4月 - 日本機械学会賞
- 1978年11月 - 交通文化賞（運輸大臣）
- 1980年5月 - 自動車技術会斎藤賞
- 1982年6月 - 環境保全功労者（環境庁長官）
- 1983年1月 - 勲三等旭日中綬章

## 研究
陸軍航空技術研究所の所属時には、中西不二夫の指導を受け、星形エンジンのピストンの運動について研究した。その後、クランク軸のねじり振動防止のための摩擦ダンパの研究を行った。
戦後は航空機関連の研究が禁止されてしまったため、紡績用スピンドルの高速回転化を目指し、スピンドルの触れ回り運動の研究を行った。これにより工学博士の学位を得た。
自動車の振動の研究は1950年に始め、自動車の振動を緩和し自動車の乗り心地を改善する方法を追究した。具体的には、自動車の振動系を理論的・実験的に解析、懸架ばねやショックアブソーバーの如何、エンジンの支持方法などに取り組んだ。

## 論文
- 亘理厚「星型發動機に於けるピストン運動の近似式」『日本航空學會誌』第10巻第95号、日本航空宇宙学会、1943年、205-216頁、doi:10.14822/jjsass1934.10.95_205、NAID 130007023484。
- 中西不二夫, 亘理厚「弁の躍りに就て」『東京帝國大學航空研究所報告』第22巻第300号、東京帝國大學航空研究所、1944年7月、1-9頁、NAID 110004557417。
- 中西不二夫, 亘理厚, 佐藤和郎「カムの加速度の變り方が急激でない場合の弁の跳りについて」『日本機械学會論文集』第14巻第48-1号、日本機械学会、1948年、73-77頁、doi:10.1299/kikai1938.14.48-1_73、ISSN 0029-0270、NAID 110002357103。
- 亘理厚「精紡機スピンドルの運動と危險速度(第1報)」『繊維機械學會誌』第2巻第12号、日本繊維機械学会、1949年、8-15頁、doi:10.4188/transjtmsj1948.2.12_8、NAID 130001597201。
- 亘理厚「精紡機スピンドルの高速化に關する諸問題」『日本機械学会誌』第54巻第389号、日本機械学会、1951年、217-223頁、doi:10.1299/jsmemag.54.389_217、ISSN 00214728、NAID 110002453417。
- 亘理厚「自動車用重ね板ばね」『生産研究』第3巻第2号、誠文堂新光社、1951年2月、56-59頁、ISSN 0037105X、NAID 120001742153。
- 亘理厚「重ね板ばねのたわみ及び応力について」『ばね論文集』第1952巻第1号、日本ばね学会、1952年、57-61頁、doi:10.5346/trbane.1952.57、ISSN 0385-6917、NAID 130003704838。
- 亘理厚「ばねに関する二三の問題」『日本機械学会誌』第56巻第410号、日本機械学会、1953年、207-210頁、doi:10.1299/jsmemag.56.410_207、ISSN 00214728、NAID 110002439693。
- 亘理厚, 平山直道「スピンドルの空気駆動に関する研究:(第2報)横軸受」『繊維機械學會誌』第6巻第5号、日本繊維機械学会、1953年、239-241頁、doi:10.4188/transjtmsj1948.6.239、NAID 130001595693。
- 亘理厚「自動車用重ね板ばねの設計と3枚ばねへの応用」『日本機械学会誌』第57巻第423号、日本機械学会、1954年、245-250頁、doi:10.1299/jsmemag.57.423_245、ISSN 00214728、NAID 110002440446。
- 宮津純, 高橋安人, 平尾収, 亘理厚, 石原智男「トルクコンバータ付自動車の研究」『生産研究』第6巻第6号、東京大学生産技術研究所、1954年6月、137-140頁、ISSN 0037105X、NAID 120001742584。
- 亘理厚「回転機械の自励ふれ回り」『日本機械学会誌』第59巻第444号、日本機械学会、1956年、77-80頁、doi:10.1299/jsmemag.59.444_77、ISSN 00214728、NAID 110002454587。
- 亘理厚「重ね板バネに関する数表」『ばね論文集』第1955巻第3号、日本ばね学会、1956年、34-35頁、doi:10.5346/trbane.1955.34、ISSN 0385-6917、NAID 130003704873。
- 亘理厚「自動車の乗心地」『ばね論文集』第1959巻第5号、日本ばね学会、1959年、46-49頁、doi:10.5346/trbane.1959.46、ISSN 0385-6917、NAID 130003704911。
- 亘理厚, 杉本隆尚「摩擦による振動」『日本機械学會論文集』第29巻第200号、日本機械学会、1963年、769-782頁、doi:10.1299/kikai1938.29.769、ISSN 0029-0270、NAID 110002351835。
- 亘理厚「ワィンドアップおよびシェークを含む自動車振動の一般的解析について」『日本機械学会誌』第71巻第596号、日本機械学会、1968年、1169-1180頁、doi:10.1299/jsmemag.71.596_1169、ISSN 00214728、NAID 110002467167。
- 亘理厚, 大野進一, 立石泰三, 西山正一, 高橋伸晃, 岩元貞雄「自動車騒音の実態について (都市における災害・公害の防除に関する研究(特集-3-))」『生産研究』第26巻第2号、東京大学生産技術研究所、1974年2月、57-62頁、ISSN 0037105X、NAID 120002037011。
- 亘理厚「第54期会長退任のあいさつ」『日本機械学会誌』第80巻第702号、日本機械学会、1977年、409-410頁、doi:10.1299/jsmemag.80.702_409、NAID 110006283754。